# ゼリヌール (小惑星)
ゼリヌール (500 Selinur) は、小惑星帯に位置するS型小惑星。軌道はエウノミア族に近いが、どの族に含まれるかははっきりしていない。
マックス・ヴォルフがハイデルベルクで発見し、フリードリヒ・テオドール・フィシャー (Friedrich Theodor Vischer) の小説「Auch Einer」の登場人物にちなんで命名された。